# Danh sách ca tử vong do đại dịch COVID-19
Đây là một danh sách chưa hoàn tất, và có thể sẽ không bao giờ thỏa mãn yêu cầu hoàn tất. Bạn có thể đóng góp bằng cách mở rộng nó bằng các thông tin đáng tin cậy.
Danh sách này liệt kê những người nổi tiếng đã chết do đại dịch COVID-19 gây ra bởi virus SARS-CoV-2

## Danh sách
| Ngày tử vong         | Nơi tử vong                          | Tên                                       | Quốc tịch                | Ngày sinh            | Tuổi  | Nghề nghiệp                                                                     | Ghi chú                                                       |  |
| -------------------- | ------------------------------------ | ----------------------------------------- | ------------------------ | -------------------- | ----- | ------------------------------------------------------------------------------- | ------------------------------------------------------------- |  |
| 25 tháng 1 năm 2020  | Trung Quốc (Vũ Hán)                  | Lương Vũ Đông                             | Trung Quốc               | tháng 3 năm 1959     | 60    | Bác sĩ                                                                          | Bác sĩ đầu tiên chết vì Nhiễm trùng tại bệnh viện             |  |
| 26 tháng 1 năm 2020  | Trung Quốc (Vũ Hán)                  | Vương Hiến Lương                          | Trung Quốc               | tháng 5 năm 1957     | 62    | Nguyên Trưởng ban Dân tộc và Tôn giáo Vũ Hán                                    |                                                               |  |
| 27 tháng 1 năm 2020  | Trung Quốc (Vũ Hán)                  | Dương Hiểu Ba                             | Trung Quốc               | tháng 1 năm 1963     | 57    | Cựu thị trưởng của Hoàng Thạch                                                  |                                                               |  |
| 31 tháng 1 năm 2020  | Trung Quốc (Vũ Hán)                  | Văn Tăng Hiển                             | Trung Quốc               | tháng 6 năm 1952     | 67    | Nguyên phó giám đốc và thanh tra sở Nội vụ tỉnh Hồ Bắc                          |                                                               |  |
| 6 tháng 2 năm 2020   | Trung Quốc (Vũ Hán)                  | Khâu Quân                                 | Trung Quốc               | 1948                 | 72    | VĐV thể hình                                                                    |                                                               |  |
| 7 tháng 2 năm 2020   | Trung Quốc (Vũ Hán)                  | Hồng Lăng                                 | Trung Quốc               | 27 tháng 11 năm 1966 | 53    | Giáo sư, nhà di truyền học người Trung Quốc                                     |                                                               |  |
| 7 tháng 2 năm 2020   | Trung Quốc (Vũ Hán)                  | Lý Văn Lượng                              | Trung Quốc               | 12 tháng 10 năm 1986 | 33    | Bác sĩ nhãn khoa, người đầu tiên cảnh báo virus                                 |                                                               |  |
| 10 tháng 2 năm 2020  | Trung Quốc (Vũ Hán)                  | Lâm Chính Bân                             | Trung Quốc               | 6 tháng 7 năm 1957   | 62    | Chuyên gia cấy ghép nội tạng                                                    |                                                               |  |
| 13 tháng 2 năm 2020  | Trung Quốc (Vũ Hán)                  | Lưu Thọ Tường                             | Trung Quốc               | tháng 4 năm 1958     | 61    | Giáo sư, họa sĩ vẽ màu nước                                                     |                                                               |  |
| 14 tháng 2 năm 2020  | Trung Quốc (Vũ Hán)                  | Liễu Phàm                                 | Trung Quốc               | 1961                 | 59    | Phó điều dưỡng trưởng bệnh viện Vũ Xương ở Vũ Hán                               |                                                               |  |
| 15 tháng 2 năm 2020  | Trung Quốc (Vũ Hán)                  | Đoàn Chính Trừng                          | Trung Quốc               | 15 tháng 6 năm 1934  | 85    | Kỹ sư công nghiệp, nhà phát minh                                                |                                                               |  |
| 27 tháng 2 năm 2020  | Iran (Tehran)                        | Hadi Khosroshahi                          | Iran                     | 1939                 | 81    | Giáo sĩ, nhà ngoại giao, cựu Đại sứ tại Vatican                                 |                                                               |  |
| 2 tháng 3 năm 2020   | Iran (Tehran)                        | Mohammad Mirmohammadi                     | Iran                     | 3 tháng 3 năm 1949   | 70    | Cố vấn cao cấp cho Lãnh đạo tối cao Ali Khamenei                                |                                                               |  |
| 5 tháng 3 năm 2020   | Iran (Tehran)                        | Hossein Sheikholeslam                     | Iran                     | 29 tháng 11 năm 1952 | 67    | Chính trị gia, nhà ngoại giao                                                   |                                                               |  |
| 7 tháng 3 năm 2020   | Iran (Langroud)                      | Reza Mohammadi Langroudi                  | Iran                     | 3 tháng 8 năm 1928   | 91    | Ayatollah                                                                       |                                                               |  |
| 7 tháng 3 năm 2020   | Iran (Tehran)                        | Fatemeh Rahbar                            | Iran                     | 1964                 | 56    | Thành viên Quốc hội Iran                                                        |                                                               |  |
| 9 tháng 3 năm 2020   | Italy (Treviso)                      | Italo De Zan                              | Italia                   | 1 tháng 7 năm 1925   | 94    | VĐV đua xe đạp                                                                  |                                                               |  |
| 9 tháng 3 năm 2020   | Hàn Quốc (Daegu)                     | Lee Cha-su                                | Hàn Quốc                 | 6 tháng 6 năm 1957   | 62    | Chính trị gia, nhà hoạt động                                                    |                                                               |  |
| 9 tháng 3 năm 2020   | Iran (Tehran)                        | Mohammad-Reza Rahchamani                  | Iran                     | 1 tháng 12 năm 1952  | 67    | Thành viên Quốc hội Iran                                                        |                                                               |  |
| 10 tháng 3 năm 2020  | Tây Ban Nha (Madrid)                 | Marcelo Peralta                           | Argentina                | 5 tháng 3 năm 1961   | 59    | Nghệ sĩ saxophone, giáo viên                                                    |                                                               |  |
| 12 tháng 3 năm 2020  | Italy (Asti)                         | Giovanni Battista Rabino                  | Italia                   | 5 tháng 12 năm 1931  | 88    | Nguyên thành viên Quốc hội Ý                                                    |                                                               |  |
| 13 tháng 3 năm 2020  | Iran                                 | Nasser Shabani                            | Iran                     | 1957                 | 62    | Đại tướng, chỉ huy cao cấp của Vệ binh Cách mạng Hồi giáo Iran                  |                                                               |  |
| 14 tháng 3 năm 2020  | Italy (Milan)                        | Piero Schlesinger                         | Italia                   | 19 tháng 5 năm 1930  | 89    | Luật sư, nhân viên ngân hàng                                                    |                                                               |  |
| 15 tháng 3 năm 2020  | Italy (Milan)                        | Vittorio Gregotti                         | Italia                   | 10 tháng 8 năm 1927  | 92    | Kiến trúc sư                                                                    |                                                               |  |
| 15 tháng 3 năm 2020  | Thổ Nhĩ Kỳ (Üsküdar)                 | Aytaç Yalman                              | Thổ Nhĩ Kỳ               | 29 tháng 7 năm 1940  | 79    | Đại tướng, cựu Tư lệnh Quân đội Thổ Nhĩ Kỳ                                      |                                                               |  |
| 16 tháng 3 năm 2020  | Pháp (Ajaccio)                       | Nicolas Alfonsi                           | Pháp                     | 13 tháng 4 năm 1936  | 83    | Chính trị gia và luật sư, cựu thành viên của Thượng viện Pháp, thị trưởng Piana |                                                               |  |
| 16 tháng 3 năm 2020  | Italy (Crema)                        | Sergio Bassi                              | Italia                   | 1951                 | 69    | Ca sĩ-nhạc sĩ dân gian                                                          |                                                               |  |
| 16 tháng 3 năm 2020  | Iran (Qom)                           | Hashem Bathaie Golpayegani                | Iran                     | 1941                 | 78/79 | Giáo sĩ và thành viên Hội Chuyên gia                                            |                                                               |  |
| 16 tháng 3 năm 2020  | Italy (Mestre)                       | Francesco Saverio Pavone                  | Italia                   | 25 tháng 3 năm 1944  | 75    | Thẩm phán                                                                       |                                                               |  |
| 16 tháng 3 năm 2020  | Iran (Tehran)                        | Fariborz Raisdana                         | Iran                     | 1948                 | 71/72 | Giáo sư, nhà kinh tế học                                                        |                                                               |  |
| 17 tháng 3 năm 2020  | Hoa Kỳ (Seattle)                     | Stephen Schwartz                          | Hoa Kỳ                   | 1 tháng 1 năm 1942   | 78    | Nhà bệnh lý học                                                                 |                                                               |  |
| 18 tháng 3 năm 2020  | Italy (Carrara)                      | Luciano Federici                          | Italia                   | 16 tháng 5 năm 1938  | 81    | Cầu thủ bóng đá                                                                 |                                                               |  |
| 18 tháng 3 năm 2020  | Pháp                                 | Jean Leber                                | Pháp                     | 1939                 | 80/81 | Nghệ sĩ vĩ cầm                                                                  |                                                               |  |
| 19 tháng 3 năm 2020  | Italy (Bergamo)                      | Innocenzo Donina                          | Italia                   | 16 tháng 8 năm 1950  | 69    | Cầu thủ bóng đá                                                                 |                                                               |  |
| 19 tháng 3 năm 2020  | Iran (Tehran)                        | Hamid Kahram                              | Iran                     | 1958                 | 61/62 | Chính trị gia, bác sĩ thú y                                                     |                                                               |  |
| 19 tháng 3 năm 2020  | Pháp (Paris)                         | Aurlus Mabélé                             | Congo                    | 26 tháng 10 năm 1953 | 66    | Nhạc sĩ, nhà soạn nhạc                                                          |                                                               |  |
| 19 tháng 3 năm 2020  | Italy (Fidenza)                      | Antonio Michele Stanca                    | Italia                   | 22 tháng 5 năm 1942  | 77    | Nhà di truyền học                                                               |                                                               |  |
| 20 tháng 3 năm 2020  | Tây Ban Nha (Madrid)                 | Carlos Falcó, Hầu tước Griñón thứ năm     | Tây Ban Nha              | 3 tháng 2 năm 1937   | 83    | Grandee (một tầng lớp quý tộc của Tây Ban Nha), nhà xã hội học và doanh nhân    |                                                               |  |
| 20 tháng 3 năm 2020  | Pháp (Paris)                         | Jacques Oudin                             | Pháp                     | 7 tháng 10 năm 1939  | 80    | Cựu thành viên Thượng viện Pháp                                                 |                                                               |  |
| 20 tháng 3 năm 2020  | Italy (Vicenza)                      | Marino Quaresimin                         | Italia                   | 22 tháng 11 năm 1937 | 82    | Chính trị gia                                                                   |                                                               |  |
| 21 tháng 3 năm 2020  | Philippines (Manila)                 | Aileen Baviera                            | Philippin                | 20 tháng 8 năm 1959  | 60    | nhà chính trị học, nhà Hán học                                                  |                                                               |  |
| 21 tháng 3 năm 2020  | Pháp (Lille)                         | Jean-Jacques Razafindranazy               | Pháp                     | 1952                 | 67/68 | Bác sĩ                                                                          |                                                               |  |
| 21 tháng 3 năm 2020  | Tây Ban Nha (Madrid)                 | Lorenzo Sanz                              | Tây Ban Nha              | 9 tháng 8 năm 1943   | 76    | Doanh nhân, nguyên Chủ tịch đội bóng Real Madrid                                |                                                               |  |
| 21 tháng 3 năm 2020  | Tây Ban Nha                          | Vicenç Capdevila                          | Tây Ban Nha              | 28 tháng 10 năm 1936 | 83    | Cựu thị trưởng L'Hospitalet de Llobregat cựu Nghị sĩ                            |                                                               |  |
| 22 tháng 3 năm 2020  | Tây Ban Nha (Barcelona)              | Germà Colón                               | Tây Ban Nha              | 30 tháng 11 năm 1928 | 91    | Bác ngữ học                                                                     |                                                               |  |
| 22 tháng 3 năm 2020  | Tây Ban Nha (Alicante)               | Benito Joanet                             | Tây Ban Nha              | 16 tháng 9 năm 1935  | 84    | Cầu thủ bóng đá, huấn luyện viên                                                |                                                               |  |
| 22 tháng 3 năm 2020  | Tây Ban Nha (Ciudad Real)            | José María Loizaga Viguri                 | Tây Ban Nha              | 9 tháng 5 năm 1936   | 83    | Doanh nhân                                                                      |                                                               |  |
| 22 tháng 3 năm 2020  | Hoa Kỳ (New York City)               | Mike Longo                                | Hoa Kỳ                   | 19 tháng 3 năm 1937  | 83    | Nghệ sĩ jazz, nhà soạn nhạc, viết sách                                          |                                                               |  |
| 23 tháng 3 năm 2020  | United Kingdom                       | William Stern                             | Anh                      | 2 tháng 7 năm 1935   | 84    | Doanh nhân sống sót sau trại tập trung Bergen-Belsen                            |                                                               |  |
| 23 tháng 3 năm 2020  | Tây Ban Nha (Segovia)                | Lucia Bosè                                | Italia                   | 28 tháng 1 năm 1931  | 89    | Diễn viên và hoa hậu Miss Italia                                                |                                                               |  |
| 23 tháng 3 năm 2020  | Tây Ban Nha (Madrid)                 | José Folgado                              | Tây Ban Nha              | 1944                 | 75    | Doanh nhân, nhà kinh tế và chính trị gia                                        |                                                               |  |
| 23 tháng 3 năm 2020  | Zimbabwe (Harare)                    | Zororo Makamba                            | Zimbabwe                 | 17 tháng 1 năm 1990  | 30    | Nhà báo                                                                         |                                                               |  |
| 23 tháng 3 năm 2020  | Hoa Kỳ (Copake)                      | Maurice Berger                            | Hoa Kỳ                   | 22 tháng 5 năm 1956  | 63    | Nhà sử học văn hóa và nhà phê bình nghệ thuật                                   |                                                               |  |
| 23 tháng 3 năm 2020  | Hoa Kỳ (Capital District)            | Walter Robb                               | Hoa Kỳ                   | 25 tháng 4 năm 1928  | 91    | Kỹ sư, điều hành và nhà từ thiện                                                |                                                               |  |
| 23 tháng 3 năm 2020  | Pháp (Clamart)                       | Lucien Sève                               | Pháp                     | 9 tháng 12 năm 1926  | 93    | Triết gia và nhà hoạt động chính trị                                            |                                                               |  |
| 24 tháng 3 năm 2020  | Pháp (Paris)                         | Manu Dibango                              | Cameroon                 | 12 tháng 12 năm 1933 | 86    | Nghệ sĩ saxophone và nhạc sĩ                                                    |                                                               |  |
| 24 tháng 3 năm 2020  | Hoa Kỳ (Sarasota)                    | Terrence McNally                          | Hoa Kỳ                   | 3 tháng 11 năm 1938  | 81    | Nhà viết kịch và biên kịch                                                      |                                                               |  |
| 24 tháng 3 năm 2020  | Italy (Genoa)                        | Lorenzo Acquarone                         | Italia                   | 25 tháng 2 năm 1931  | 89    | Luật sư, chính trị gia, nghị sĩ (1987–2006).                                    |                                                               |  |
| 25 tháng 3 năm 2020  | Pháp (Paris)                         | Paul Goma                                 | Romani                   | 2 tháng 10 năm 1935  | 84    | Bất đồng chính kiến, nhà văn                                                    |                                                               |  |
| 25 tháng 3 năm 2020  | Italy (Milan)                        | Detto Mariano                             | Italia                   | 27 tháng 7 năm 1937  | 82    | Nhạc sĩ và nhà soạn nhạc                                                        |                                                               |  |
| 16 tháng 4 năm 2020  | Tây Ban Nha (Oviedo, Asturias)       | Luis Sepúlveda                            | Chile                    | 4 tháng 10 năm 1949  | 70    | nhà văn                                                                         |                                                               |  |
| 8 tháng 5 năm 2020   | Hoa Kỳ (Las Vegas, Nevada)           | Roy Horn                                  | Người Mỹ gốc Đức         | 3 tháng 10 năm 1944  | 75    | ảo thuật gia và nghệ sĩ giải trí                                                |                                                               |  |
| 30 tháng 7 năm 2020  | Hoa Kỳ (Georgia)                     | Herman Cain                               | Hoa Kỳ                   | 13 tháng 12 năm 1945 | 74    | doanh nhân và chính trị gia                                                     |                                                               |  |
| 29 tháng 11 năm 2020 | Đức (Hamburg)                        | Nguyễn Trần Phương Linh (Brittanya Karma) | Việt Nam                 | 22 tháng 3 năm 1991  | 29    | YouTuber, Vlogger, ca sĩ                                                        | YouTuber, Vlogger người Việt Nam đầu tiên bị chết vì COVID-19 |  |
| 2 tháng 12 năm 2020  | Pháp (Loir-et-Cher)                  | Valéry Giscard d'Estaing                  | Pháp                     | 2 tháng 2 năm 1926   | 94    | Tổng thống thứ 20 của Pháp                                                      |                                                               |  |
| 8 tháng 12 năm 2020  | Nga (Moskva)                         | Yevgeny Ivanovich Shaposhnikov            | Liên Xô, Nga             | 3 tháng 2 năm 1942   | 78    | sĩ quan quân đội và chính trị gia người Nga                                     |                                                               |  |
| 10 tháng 12 năm 2020 | Hoa Kỳ (Marina del Rey, California)  | Tom Lister, Jr.                           | Hoa Kỳ                   | 24 tháng 6 năm 1958  | 62    | diễn viên và đô vật chuyên nghiệp người Mỹ                                      |                                                               |  |
| 15 tháng 1 năm 2021  | Hoa Kỳ (Fountain Valley, California) | Lệ Thu                                    | Hoa Kỳ Việt Nam          | 16 tháng 7 năm 1943  | 77    | giọng ca vàng                                                                   |                                                               |  |
| 19 tháng 1 năm 2021  | Hoa Kỳ (Fremont, California          | Lâm Quang Thi                             | Hoa Kỳ Việt Nam Cộng hòa | 7 tháng 5 năm 1932   | 88    | tướng lĩnh gốc Pháo binh của Quân lực Việt Nam Cộng hòa                         |                                                               |  |
| 10 tháng 2 năm 2021  | Hoa Kỳ (California)                  | Quốc Anh                                  | Việt Nam Hoa Kỳ          | 2 tháng 10 năm 1948  | 72    | ca sĩ                                                                           |                                                               |  |
| 16 tháng 7 năm 2021  | Việt Nam (TP.HCM)                    | Lê Thánh Thư                              | Việt Nam                 | 1956                 | 65    | Họa sĩ                                                                          |                                                               |  |
| 18 tháng 7 năm 2021  | Việt Nam (TP.HCM)                    | Nguyễn Thái Thành                         | Việt Nam                 | 1956                 | 65    | Nghệ sĩ rock (nghệ danh: Trung Thành Sago)                                      |                                                               |  |
| 25 tháng 7 năm 2021  | Việt Nam (TP.HCM)                    | Nguyễn Thị Ngọc Hoa                       | Việt Nam                 | 1955                 | 66    | Nghệ sĩ cải lương (nghệ danh: Kim Phượng)                                       |                                                               |  |
| 31 tháng 7 năm 2021  | Việt Nam (TP.HCM)                    | Khải Hoàn                                 | Việt Nam                 | 1953                 | 68    | NSƯT, nhạc sĩ                                                                   |                                                               |  |
| 12 tháng 8 năm 2021  | Việt Nam (TP.HCM)                    | Lê Văn Tĩnh                               | Việt Nam                 | 21 tháng 7 năm 1936  | 85    | Đạo diễn                                                                        |                                                               |  |
| 14 tháng 8 năm 2021  | Việt Nam (Thành phố Hồ Chí Minh)     | Quốc Trụ                                  | Việt Nam                 | 3 tháng 1 năm 1941   | 80    | nhà giáo, nghệ sĩ opera                                                         |                                                               |  |
| 16 tháng 8 năm 2021  | Việt Nam (TP.HCM)                    | Phương Quế Như                            | Việt Nam                 | 1974                 | 47    | Ca sĩ                                                                           |                                                               |  |
| 18 tháng 8 năm 2021  | Việt Nam (TP.HCM)                    | Lê Thị Kim Liên                           | Việt Nam                 | 4 tháng 8 năm 1947   | 74    | Họa sĩ, nghệ sĩ nhiếp ảnh                                                       |                                                               |  |
| 19 tháng 8 năm 2021  | Nhật Bản (Chiba)                     | Sony Chiba                                | Nhật Bản                 | 22 tháng 1 năm 1939  | 82    | Diễn viên và võ sư                                                              |                                                               |  |
| 24 tháng 8 năm 2021  | Sénégal, (Dakar)                     | Hissène Habré                             | Chad                     | 13 tháng 8 năm 1942  | 79    | Tổng thống Chad                                                                 |                                                               |  |
| 25 tháng 8 năm 2021  | Việt Nam (TP.HCM)                    | Huỳnh Bửu Nga                             | Việt Nam                 | 20 tháng 12 năm 1959 | 61    | NSƯT, nghệ sĩ ca kịch Quảng Đông-Triều Châu (nghệ danh: Lâm Bửu Sang)           |                                                               |  |
| 25 tháng 8 năm 2021  | Việt Nam (TP.HCM)                    | Nguyễn Ngọc Mai                           | Việt Nam                 | 27 tháng 11 năm 1948 | 72    | Soạn giả cải lương, nghệ sĩ tuồng (nghệ danh: Bạch Mai)                         |                                                               |  |
| 25 tháng 8 năm 2021  | Việt Nam (TP.HCM)                    | Triệu Thị Chơi                            | Việt Nam                 | 9 tháng 3 năm 1946   | 75    | Nhà giáo ưu tú, chuyên gia ẩm thực, nữ công gia chánh.                          |                                                               |  |
| 07 tháng 9 năm 2021  | Việt Nam (Đồng Nai)                  | Nguyễn Vân Nam                            | Việt Nam                 | 1956                 | 65    | Luật sư                                                                         |                                                               |  |
| 07 tháng 9 năm 2021  | Thái Lan (Băng Cốc)                  | Thanwa Raseetanu                          | Thái Lan                 | 1970                 | 50    | Ca sĩ                                                                           |                                                               |  |
| 13 tháng 9 năm 2021  | Việt Nam (TP.HCM)                    | Nguyễn Tấn Lực                            | Việt Nam                 | 1988                 | 33    | Diễn viên, đạo diễn (nghệ danh: Hứa Kiệt Luân)                                  |                                                               |  |
| 20 tháng 9 năm 2021  | Việt Nam (TP.HCM)                    | Y Jang Tuyn                               | Việt Nam                 | 1979                 | 42    | Ca sĩ người Ba Na                                                               |                                                               |  |
| 22 tháng 9 năm 2021  | Algeria (Algiers)                    | Abdelkader Bensalah                       | Algeria                  | 24 tháng 11 năm 1941 | 79    | Quyền Quốc trưởng Algeria                                                       |                                                               |  |
| 28 tháng 9 năm 2021  | Việt Nam (TP.HCM)                    | Phi Nhung                                 | Việt Nam                 | 10 tháng 4 năm 1970  | 51    | Ca sĩ, diễn viên                                                                |                                                               |  |
| 18 tháng 10 năm 2021 | Hoa Kỳ (Bethesda, Maryland)          | Colin Powell                              | Mỹ                       | 5 tháng 4 năm 1937   | 84    | Bộ trưởng Ngoại giao Hoa Kỳ                                                     |                                                               |  |
| 18 tháng 12 năm 2021 | Việt Nam (TP.HCM)                    | Phạm Chí Thành (Fame Chí Thành)           | Việt Nam                 | 26 tháng 12 năm 1996 | 24    | Ca sĩ                                                                           | Quán quân Ngôi sao Phương Nam 2015                            |  |
| 18 tháng 1 năm 2022  | Hoa Kỳ (White Plains, New York)      | André Leon Talley                         | Mỹ                       | 16 tháng 10 năm 1948 | 73    | là một tổng biên tập nội dung tạp chí thời trang Vogue                          |                                                               |  |
| 20 tháng 1 năm 2022  | Hoa Kỳ (Nashville, Tennessee)        | Meat Loaf                                 | Mỹ                       | 27 tháng 9 năm 1947  | 74    | ca sĩ và diễn viên                                                              |                                                               |  |
| 17 tháng 2 năm 2022  | Ấn Độ (Kolkata, Tây Bengal)          | Surajit Sengupta                          | Ấn Độ                    | 30 tháng 8 năm 1951  | 70    | Cầu thủ bóng đá                                                                 |                                                               |  |
| 24 tháng 2 năm 2022  | Hoa Kỳ (California)                  | Ngọc Đáng                                 | Việt Nam Mỹ              | 17 tháng 4 năm 1951  | 70    | nghệ sĩ cải lương                                                               |                                                               |  |
| 6 tháng 4 năm 2022   | Nga (Moskva)                         | Vladimir Volfovich Zhirinovsky            | Nga                      | 25 tháng 4 năm 1946  | 75    | Thành viên Quốc hội Nga                                                         |                                                               |  |
| 17 tháng 5 năm 2022  | Pháp (Paris)                         | Vangelis                                  | Hy Lạp Pháp              | 29 tháng 3 năm 1943  | 79    | nhà soạn nhạc                                                                   |                                                               |  |
| 27 tháng 5 năm 2022  | Ý (Roma)                             | Angelo Sodano                             | Ý                        | 23 tháng 11 năm 1927 | 94    | một Hồng y người Ý của Giáo hội Công giáo Rôma                                  |                                                               |  |
| 28 tháng 5 năm 2022  | Đức (Berlin)                         | Bujar Nishani                             | Albania                  | 29 tháng 9 năm 1966  | 55    | Tổng thống Albania                                                              |                                                               |  |
| 31 tháng 7 năm 2022  | Philippines (Makati)                 | Fidel Ramos                               | Philippines              | 18 tháng 3 năm 1928  | 94    | Tổng thống thứ 12 của Philippines                                               |                                                               |  |